# Radio Londres

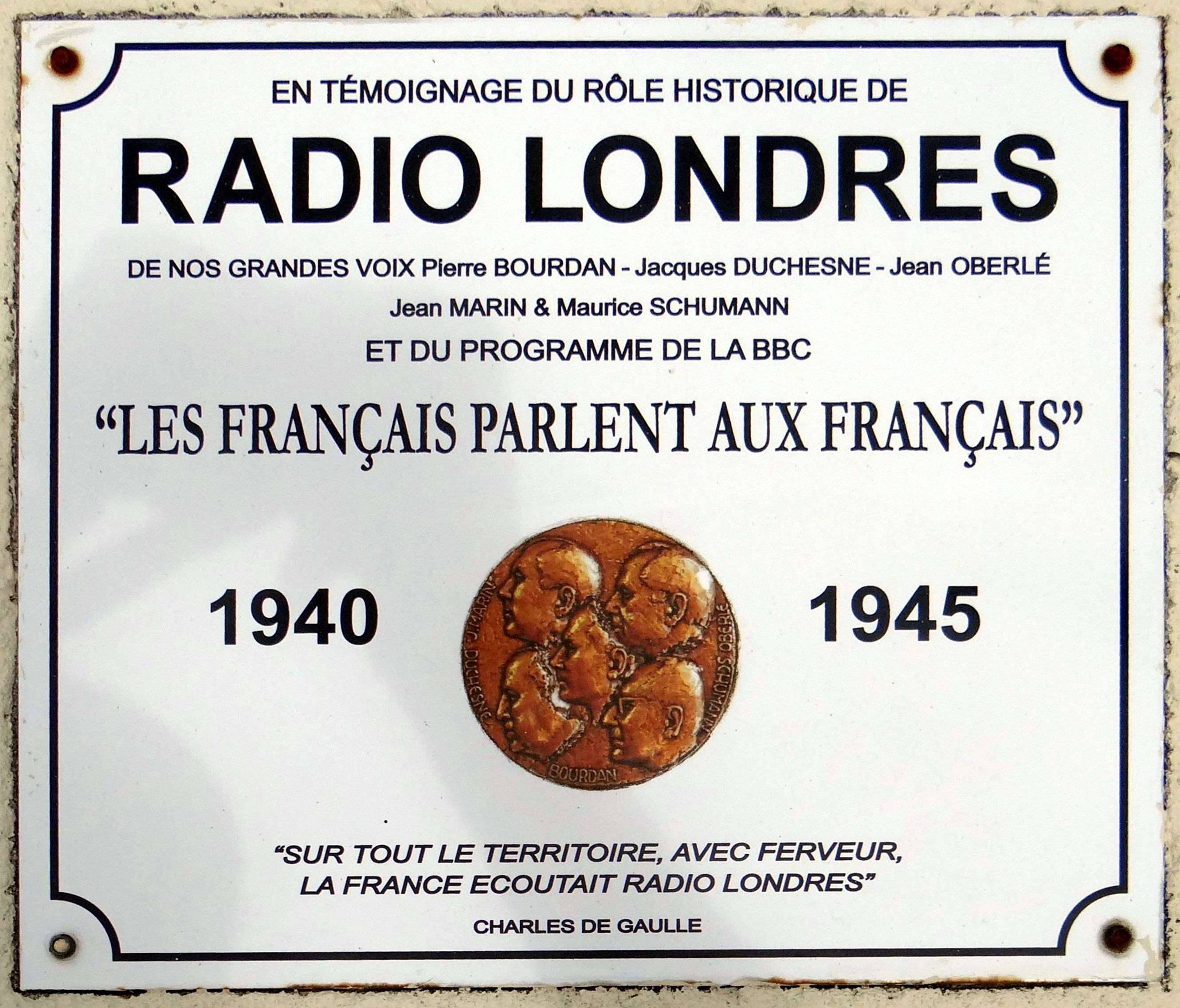
Placa conmemorativa de Radio Londres en el cementerio de Asnelles, Calvados

Radio Londres fue una estación de radio francófona de la BBC en la Segunda Guerra Mundial. Radio Londres estuvo en el aire de 1940 a 1944 y fue diseñada por la Francia Libre con la intención de contrarrestar las emisiones propagandísticas de Radio París (controlada por los nazis) y Radiodiffusion Nationale (controlada por el régimen de Vichy), así como levantar la moral del pueblo francés. Su eslogan fue Les Français parlent aux Français (Los franceses les hablan a los franceses).
Entre el material emitido por la emisora estuvieron llamamientos a la resistencia contra la ocupación alemana (como el llamamiento del 18 de junio de Charles de Gaulle), contribuciones satíricas de Pierre Dac, Maurice Schumann y otros, así como mensajes codificados a la Resistencia. De esta manera, con el poema Chanson d'automne (Canción de otoño) de Paul Verlaine se anunció el desembarco de los Aliados en Normandía.